# Châtelraould-Saint-Louvent
Châtelraould-Saint-Louvent és un municipi francès, situat al departament del Marne i a la regió del Gran Est. L'any 2017 tenia 233 habitants.

## Demografia
El 2007 tenia 229 habitants. Hi havia 98 famílies i 113 habitatges, (96 habitatges principals, set segones residències i deu estaven desocupats.
Habitants censats

## Economia
El 2007 la població en edat de treballar era de 153 persones, 104 eren actives i 49 eren inactives. Hi havia una empresa industrial, una empresa de construcció, una empresa de comerç i reparació d'automòbils i una empresa d'hostatgeria i restauració.
L'any 2000 hi havia onze explotacions agrícoles que conreaven un total de 1.184 hectàrees.